# وزارة التغير المناخي والطاقة والبيئة والمياه (أستراليا)
وزارة التغير المناخي والطاقة والبيئة والمياه هي إدارة تابعة للحكومة الأسترالية. تأسست في 1 يوليو 2022 لتحل محل مهام المياه والبيئة في وزارة الزراعة والمياه والبيئة ومهام الطاقة في وزارة الصناعة والعلوم والطاقة والموارد.